# Jacques Mercier (sporter)
Jacques Mercier was een Belgisch hockeyer, tennisser en squasher.

## Levensloop
Mercier was aangesloten bij Royal Beerschot THC. Daarnaast was hij actief bij het Belgisch zaalhockeyteam. 
Ook was hij actief in het squash en het tennis. Zo was hij onder meer finalist in het Belgisch kampioenschap tennis.